# Ladrones
Ladrones (ou Ladrões no Brasil e em Portugal) é um filme de comédia dirigido por Joe Menendez. É a sequência do filme "Ladrón que roba a ladrón" produzido em 2007. Com Fernando Colunga, Eduardo Yáñez e Miguel Varoni,  foi lançado em 9 de outubro de 2015
.

## Sinopse
Dois ex-ladrões se unem para ajudar uma humilde comunidade texana a recuperar suas terras que foram roubadas por uma mulher poderosa, que escondeu os documentos em sua mansão em uma ilha paradisíaca.

## Elenco
| Ator              | Personagem       |
| ----------------- | ---------------- |
| Fernando Colunga  | Alejandro Toledo |
| Eduardo Yáñez     | Santiago Guzmán  |
| Miguel Varoni     | Emilio Sánchez   |
| Jessica Lindsey   | Miranda Kilroy   |
| Frank Perozo      | Rex              |
| Nashla Bogaert    | María Elena      |
| Oscar Torre       | Miguelito        |
| Evelyna Rodriguez | Maribel          |
| Cristina Rodlo    | Jackie Ramirez   |
| Vadhir Derbez     | Ray              |
| Carmen Beato      | Josefa Ramírez   |
| Jon Molerio       | Carlos           |

## Ligações Externas
- Ladrones. no IMDb.
- Ladrones (em inglês). no Box Office Mojo.
- «Ladrones» (em inglês) no Rotten Tomatoes
- Ladrones no AdoroCinema